# Joachim Deschler

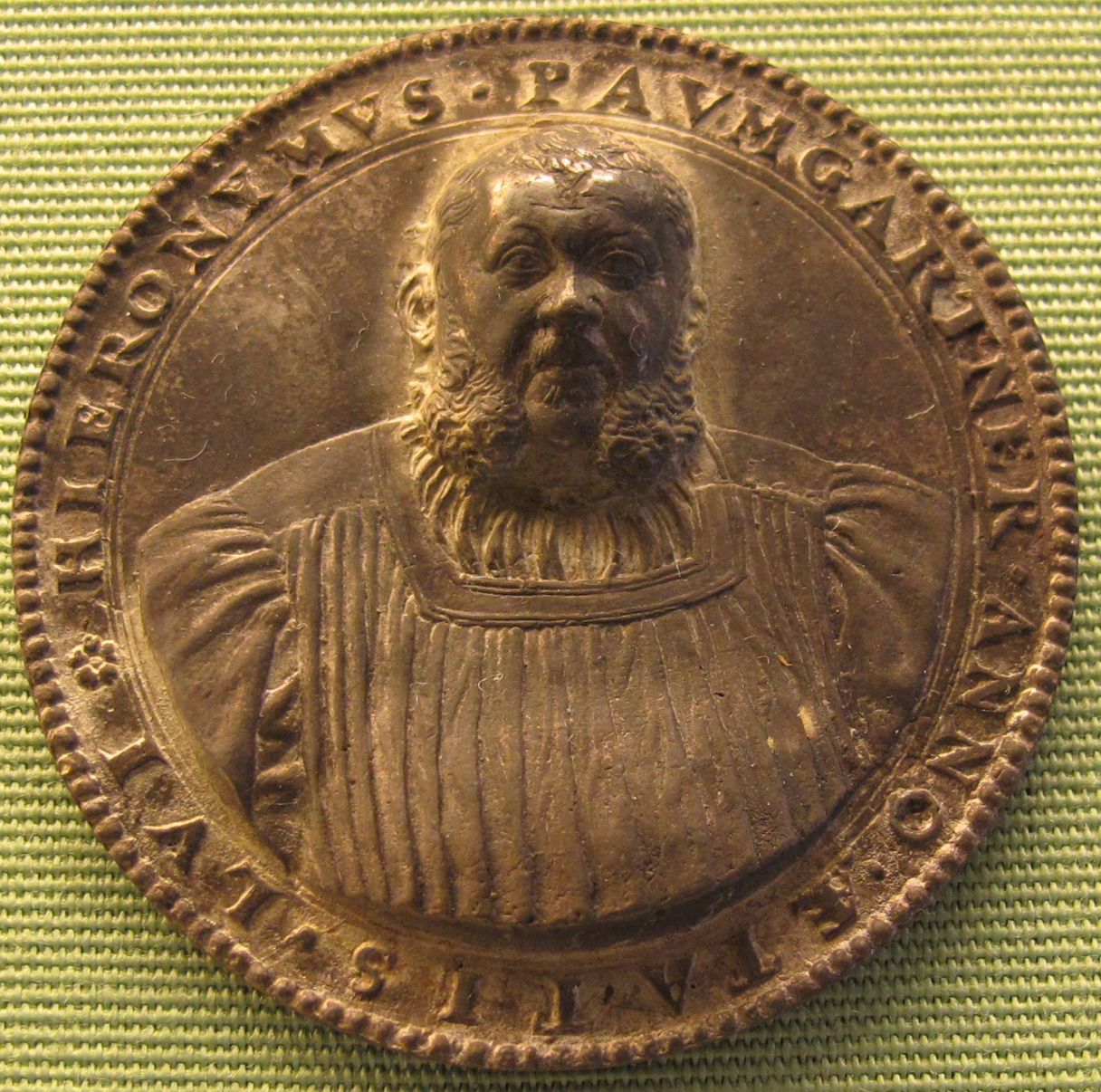
Hieronymus-Baumgartner-Medaille aus dem Jahr 1553

Joachim Deschler (gelegentlich Joachim Teschler, infolge eines Irrtums von Neudörfer auch Johann Teschler; * um 1500; † nach dem 1. Oktober 1571 in Wien) war ein deutscher Medailleur und Bildhauer.

## Leben
Über das Leben Deschlers ist nur wenig bekannt. Die Bücher von St. Lorenz bezeugen, dass er 1532 in Nürnberg seine erste Ehe einging und ab 1537 in zweiter Ehe mit der Witwe des Buchmalers Nikolaus Glockendon verheiratet war. Am 8. Mai 1537 erhielt Deschler ebenfalls in Nürnberg die Bürgerrechte. Im nicht genauer einzugrenzenden Zeitraum zwischen 1533 und 1547 hielt er sich zu Studienzwecken für zwei Jahre in Italien auf, vermutlich vor allem in Venedig und Rom. Von dieser Reise kehrte er mit vielen Zeichnungen und Skizzen zurück. Seine erste Beziehung zum Erzherzog Maximilian, dem späteren Kaiser Maximilian II., datiert aus dem Jahr 1543. 1554, bei der Verheiratung einer Tochter aus erster Ehe mit dem Rechenmeister Wolff Michel, hielt er sich noch in Nürnberg auf. Gegen Ende der 1550er Jahre übersiedelte er jedoch nach Wien, wo ihn Maximilian 1564 zum kaiserlichen Hofbildhauer („pilthauer und conterfetter in stain“) berief. Sein letztes festes Salär nahm er am 1. Oktober 1571 entgegen, weswegen vermutet wird, dass er Ende 1571 starb.
Aus Deschlers Werkstatt stammen Kleinplastiken aus Kalkstein und Buchsbaumholz im Stil der deutschen Hochrenaissance, so etwa „ein rondes Contrafait des Albrecht Dürer“. Darüber hinaus ist er vor allem für eine ganze Reihe von kunstvoll ausgeführten Gussmedaillen bekannt, die er jeweils mit den Buchstaben I und D am Armabschnitt der dargestellten Personen zu signieren pflegte. Unter ihnen befinden sich neben mehreren Regenten (Ferdinand I., Ottheinrich, Melchior Zobel von Giebelstadt) auch Privatpersonen (Hieronymus Baumgartner sowie weitere Persönlichkeiten aus Nürnberg, Unterfranken, Augsburg und Wien). Die Wappendarstellungen auf den Rückseiten der Medaillen lassen erkennen, dass ihnen Modelle aus Solnhofener Stein zugrunde gelegen haben. Deschlers Arbeiten sind stark von italienischen Meistern beeinflusst, lassen aber in seinen genrehaften Zutaten einen deutschen Künstler erkennen. Neben Hans Bolsterer zählt er zu den bedeutendsten Medailleuren seiner Zeit.